# XP-58 (航空機)
XP-58 チェイン・ライトニング
XP-58
- 用途：戦闘機、戦闘爆撃機
- 分類：迎撃戦闘機、制空戦闘機
- 設計者：ロッキード社
- 製造者：ロッキード社
- 運用者：アメリカ陸軍航空軍（USAAF）
- 初飛行：1944年6月6日
- 運用状況：退役
- 原型機：P-38

XP-58 チェイン・ライトニング（Lockheed XP-58 Chain Lightning,Chain Lightning:連鎖する稲妻）はアメリカ陸軍航空軍向けに開発されていた双発戦闘機。ロッキード社の開発であり、P-38の発展型である。1944年に初飛行したが、開発中止となった。

## 概要
アメリカ陸軍航空隊は1940年4月20日にロッキード社に対し、P-38発展型の長距離戦闘機の開発を発注した。単座機案と複座機案が検討されたが、複座機案が開発されることとなり、XP-58の名称が与えられた。
当初案では、エンジンの換装・強化のほか、胴体後部に銃手席および銃塔を設けるというものであり、基本スタイルこそP-38を踏襲するものの、胴体部の変更、エンジンナセルの拡大、主翼も拡大されるなど大幅な変更が図られていた。エンジンは当初、プラット・アンド・ホイットニー X-1800搭載を検討したが、実用化に問題が生じ、空冷のライト R-2160エンジンを搭載することとした。このエンジンは開発中であり、出力は2,300馬力の高出力を計画し、正面面積を小さくする代わりに42気筒となっていた。
1942年9月に入り、アメリカ陸軍航空軍はXP-58を大口径機銃装備の迎撃機にすることとした。対爆撃機用の装備であり、機首に37mm機銃を装備している。R-2160エンジンは開発の進捗が思わしくないため、1943年2月にアリソンV-3420液冷エンジンを使用することに変更された。
XP-58が初飛行したのは1944年6月6日のことである。この時点で、対爆撃機用新型迎撃機の必要性は少なく、2機目の試作機の製作は中止された。1944年10月に陸軍航空軍へ納品されたが、その後の開発は中止された。

## 要目
- 全長：15.06 m[1]
- 全幅：21.33 m[1]
- 全高：4.87 m[1]
- 自重：14,345 kg[1]
- 全備重量：17,777 kg[1]
- エンジン：アリソンV-3420-11/13 液冷レシプロエンジン（2,600馬力）2基[1]
- 乗員：2名[1]
- 武装：機首M4 37mm機関砲4門、胴体後上部AN/M2 12.7mm機銃2門、胴体後下部AN/M2 12.7mm機銃2門

または機首T13E1 75mm砲1門およびAN/M2 12.7mm機銃2門、胴体後上部AN/M2 12.7mm機銃2門、胴体後下部AN/M2 12.7mm機銃2門
- 最大速度：702 km/h[1]
- 航続距離：2,012 km[1]